# Stephanochilus
Stephanochilus là một chi thực vật có hoa trong họ Cúc (Asteraceae).

## Loài
Chi Stephanochilus gồm các loài: